# Kemiren (Glagah)
Kemiren is een bestuurslaag in het regentschap Banyuwangi van de provincie Oost-Java, Indonesië. Kemiren telt 2504 inwoners (volkstelling 2010).